# Maccabi Rishon LeZion (balonmano)
Maccabi Rishon LeZion (en hebreo, מכבי ראשון לציון) es un equipo de balonmano israelí de la ciudad de Rishon LeZion, que compite en el Liga de Israel. Los colores del equipo son amarillo y azul.
Maccabi tiene 16 títulos de Liga y 10 Copas de Israel. Después de unos años malos en la década de los 90, el equipo volvió al éxito (entre 2003 y 2007) ganando tres Ligas y cuatro Copas.
El mayor logro del equipo en las Copas de Europa fue en su primera aparición allí en 1983 cuando llegó a la semifinal de la Recopa, perdiendo ante el FC Barcelona. Su mayor rival es Hapoel Rishon LeZion, otro gran equipo de Rishon LeZion. Los derbis entre ellos han sido muy tensos a lo largo de las últimas dos décadas.

## Palmarés
- Liga de Israel (17): 1959, 1985, 1986, 1987, 1989, 1992, 2005, 2006, 2007, 2009, 2010, 2011, 2012, 2017, 2020, 2021, 2023
- Copa de Israel (10): 1982, 1986, 1987,  1988, 2003, 2004, 2006, 2007, 2011, 2013